# بخش کتوفسکی
بخش کتوفسکی (به لاتین: Ketovsky District) یک منطقهٔ مسکونی در روسیه است که در استان کورگان واقع شده‌است.